# Velascálvaro
Velascálvaro község Spanyolországban, Valladolid tartományban. Velascálvaro Medina del Campo, Rubí de Bracamonte, Cervillego de la Cruz, Bobadilla del Campo, Brahojos de Medina és El Campillo, Valladolid községekkel határos. Lakosainak száma 163 fő (2024).

## Népesség
A település népessége az utóbbi években az alábbiak szerint változott:
| Lakosok száma | 197  | 189  | 198  | 197  | 182  | 178  | 166  | 163  | 163  | 163  |
|               | 2001 | 2004 | 2007 | 2009 | 2012 | 2014 | 2017 | 2019 | 2022 | 2024 |